# Histriophoca fasciata
La foca franjeada o foca listada (Histriophoca fasciata, Gill 1873) es una especie de mamífero pinnípedo, único integrante del género Histriophoca de la familia Phocidae. Habita en las partes árticas del Océano Pacífico, como el mar de Bering y Ojotsk.
A mediados de los años 70 se calculó que la población de estas focas era de 240.000, sin embargo, en los años 2000 varias investigaciones probaron que la población de focas del mar de Bering era de 100.000 a 110.000.

## Descripción

### Pelaje
Las focas listadas se distinguen por su llamativo patrón de cuatro cintas claras sobre un pelaje oscuro, usado para camuflaje y posiblemente en la selección de pareja. Los machos tienen los contrastes más marcados, mientras que las hembras presentan colores más suaves. Estas marcas varían entre individuos y ayudan a romper la silueta del cuerpo en el hielo.

## Estado
Hay probabilidades de que esta especie de focas esté siendo afectada por el calentamiento global y el derretimiento de los polos en las regiones donde habita. También son afectadas por la extensa comercialización que tienen en el mar de Bering, donde es válida su pesca.
Se calcula que se matan un promedio de 100 focas franjeadas en Alaska cada año. Desde los años 50 hasta los años 80, entre 6.500 y 23.000 focas fueron matadas y comercializadas en Rusia, pero la venta de la especie fue detenida cuando se disolvió la Unión Soviética.